# 4 Pułk Piechoty (LWP)
4 Pułk Piechoty im. Ludowych Partyzantów Ziemi Krakowskiej (4 pp) – oddział piechoty ludowego Wojska Polskiego.
Pułk został sformowany w Sielcach nad Oką, na podstawie rozkazu dowódcy 1 Korpusu Polskich Sił Zbrojnych w ZSRR z dnia 19 sierpnia 1943 w oparciu o sowiecki etat pułku strzelców gwardii Nr 04/501. Wchodził w skład 2 Dywizji Piechoty im. Henryka Dąbrowskiego z 1 Armii Wojska Polskiego.

## Żołnierze pułku
Dowódcy pułku:
- mjr Marceli Domaredzki 24 VIII – 11 XII 1943
- ppłk Jerzy Dudziński 11 XII 1943 – 9 VI 1944
- płk Mieczysław Melenas 10 VI 1944 – 5 IV 1945
- mjr Walerian Kuczyński 5 IV – 16 IV 1945
- ppłk Konstanty Seliwierstow 16 – 24 IV 1945
- mjr Bazyli Jefimow 24 IV 1945 – 1946
- ppłk Władysław Kułakowski 1946 – ?
- ppłk Władysław Kapuściński ? – 1947
- płk Jan Konieczny 1947 – 1949
- ppłk Władysław Furgała 1949 – 1954
- ppłk Jan Przybylski 1954 – 1955
- ppłk Mieczysław Kiewrel 1955 – 8 IX 1956
- ppłk dypl. Bolesław Wincukiewicz 9 IX 1956 – 20 IX 1961

Odznaczeni Krzyżem Srebrnym Virtuti Militari
1. chor. Kazimierz Dudek
2. kpt. Włodzimierz Lola
3. ppor. Leon Łopacki
4. mjr Antoni Murkies
5. kpt. Henryk Wodnicki

## Skład etatowy
dowództwo i sztab
- 3 bataliony piechoty
- kompanie: dwie fizylierów, przeciwpancerna, rusznic ppanc, łączności, sanitarna, transportowa
- baterie: działek 45 mm, dział 76 mm, moździerzy 120 mm
- plutony: zwiadu konnego, zwiadu pieszego, saperów, obrony pchem, żandarmerii

Razem:
żołnierzy 2915 (w tym oficerów – 276, podoficerów 872, szeregowców – 1765).
Sprzęt:
162 rkm, 54 ckm, 66 rusznic ppanc, 12 armat ppanc 45mm, 4 armaty 76mm, 18 moździerzy 50 mm, 27 moździerzy 82 mm, 8 moździerzy 120 mm

## Marsze i działania bojowe
Od chwili sformowania do zakończenia wojny pułk walczył w składzie 2 Dywizji Piechoty.
Najcięższe walki stoczył forsując Wisłę pod Puławami, w natarciu na Warszawę w styczniu 1945, na Wale Pomorskim pod Borujskiem i Żabinem, w rejonie Kamienia Pomorskiego, nad Kanałem Ruppiner i o Linum
|  |  |  |  |  |

|  |  |

## Okres służby pokojowej
Działając w składzie wojsk okupacyjnych pułk stacjonował w Guben.
Po krótkim pobycie w Niemczech powrócił do kraju i rozpoczął służbę patrolową na granicy polsko–czechosłowackiej. Ochraniał odcinek od Cieszyna do Krzanowic. Jego sztab stacjonował w Jastrzębiu Zdroju.
Miejsce stacjonowania jednostki
- Guben – w składzie wojsk okupacyjnych
- Jastrzębie-Zdrój (1945)
- Kielce – Bukówka, ul. Wojska Polskiego 57 (1945 do 1962)